# Гаймар, Жеффрей
Жеффрей Гаймар, или Джеффри Геймар, он же Жоффруа Гаймар (англ. Geoffrey Gaimar, фр. Geffrei Gaimar, норманд. Geoffroy Gaimar, не позже 1100 — после 1138 или 1140) — англо-нормандский хронист и поэт, капеллан из Линкольншира, автор рифмованной «Истории англов» (фр. L'Estoire des Engleis).

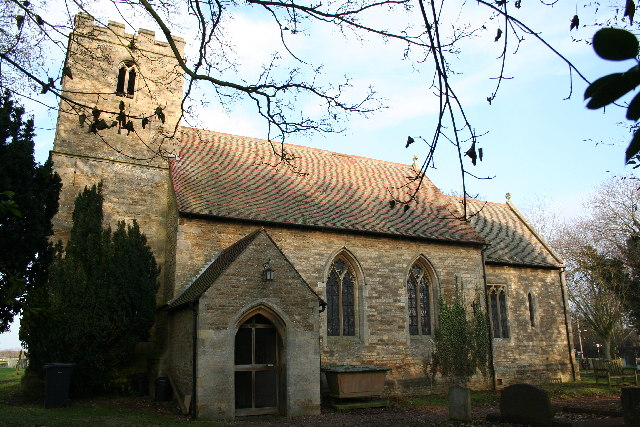
Церковь Иоанна Крестителя в Скэмптоне, Западный Линдси, Линкольншир. XII—XIV вв.

## Жизнь и труды
Биографические сведения почти отсутствуют, не установлены ни происхождение, ни время и место рождения, ни точная дата смерти. Вероятно, был выходцем из пригорода Кана в Нормандии, в старину носившего название Гаймара (норманд. Gaimara), а в новейшее время Жеймар (фр. Gémare), но довольно рано переехал в Англию.
В юности был близок ко двору влиятельного нормандского феодала Гуго д’Авранша, 1-го графа Честерского (1047—1101), а в зрелые годы служил капелланом у барона Ральфа Фиц-Гилберта (ум. 1131), крупного землевладельца из Линкольншира, друга Уолтера Эспека, известного политика и полководца эпохи Генриха I, с 1138 года занимавшего пост шерифа Йоркшира. Вероятно, что Фиц-Гилберту предоставил манор Скэмптон (Западный Линдси) Гилберт Гентский, 2-й граф Линкольн, как незаконному отпрыску собственного рода. Также не исключено, что именно там провёл остаток своей жизни и скончался Гаймар, поддерживавший также отношения с Давидом Скотом, епископом Бангора (1120—1138). Не подлежит сомнению хорошее знакомство Гаймара с жизнью не только юго-запада Англии, Уилтшира и Гэмпшира, включая Винчестер, но и королевского двора, к которому, как установила британский историк Валери Уолл, был близок отец супруги Фиц-Гилберта, леди Констанс — барон Роберт де Венуа, занимавший должность одного из младших королевских конюших.
Около 1136 года по заказу леди Констанс Гаймар перевёл на англонормандский язык первую часть прозаической «Истории королей Британии» (лат. Historia Regum Britanniae) Гальфрида Монмутского, рукопись которой жена Фиц-Гилберта одолжила для него у вышеупомянутого Эспека. Опираясь на это произведение, а также ряд несохранившихся трудов на латинском и англонормандском языках, принадлежавших, по его собственным словам, Роберту Глостеру, Уолтеру Эспеку, племяннику его Николаю де Трайи, канонику Йоркского собора Св. Петра, и архидиакону Уолтеру из Оксфорда, Гаймар составил собственное сочинение, получившее название «Истории англов» (норманд. L'Estoire des Engleis) и ставшее первой известной исторической летописью, написанной на англонормандском диалекте французского языка. В качестве дополнительных источников для сообщений до 959 года он использовал «Англосаксонскую хронику», а для более поздних — утраченную «Хронику из Уошингборо», неидентифицированную «Оксфордскую книгу» и ряд неизвестных источников.
Текст сочинения Гаймара, излагающий историю Англии начиная с высадки в 495 году н. э. Кердика Уэссекского до смерти в 1100 году Вильгельма II Рыжего, состоит из рифмующихся октосиллабических стихов и, в наиболее полной своей версии, насчитывает, в общей сложности, 6532 строк. Возможно, работа над «Историей англов» начата была в Гэмпшире и завершена в Линкольншире; не исключается участие в ней в качестве редактора и самой леди Констанс. Существуют различные мнения исследователей относительно времени её написания, включая 1136—1137 гг., 1137—1140 гг., 1141—1150 гг. и 1147—1151 гг. Но в одном они сходятся почти единодушно: самостоятельным сочинением она не является и представляет собой сохранившуюся часть более масштабного замысла автора — доступно изложить в рифмах историю Англии с мифических времён аргонавтов и Брута Троянского до правления Вильгельма II.
Несохранившиеся части этого обширного труда носили название «Истории троянцев» (норманд. Estoire des Troiiens) и «Истории бриттов» (норманд. L'Estoire des Bretuns), которая, по мнению одного из исследователей его профессора французской филологии Биркберского колледжа Лондонского университета Йана Шорта, являлась не более чем кратким изложением доартуровской части одноимённого труда Гальфрида. Но, по иронии судьбы, лишь последняя часть, охватывающая англосаксонский период, переложена была позднейшими компиляторами в качестве продолжения популярного «Романа о Бруте» нормандского поэта Васа (1155).
Начальные её главы содержат раннюю версию популярного средневекового сюжета, во второй половине XII века положенного в основу англонормандской поэмы «Хавелок» (норманд. Lai d'havelok), а в следующем столетии — романа «Хэвлок Датчанин» (англ. Havelok the Dane), которая, вероятно, послужила Гаймару связывающей основой между историей бриттов и историей англов. В отличие от позднейших вариантов, его рассказ, основанный преимущественно на легендах, бытовавших на территории бывшего Данелага, для собирания которых он специально ездил в Линкольншир, связывает мифического Хавелока, племянника некого Адельбрикта Датчанина, с самим королём Артуром, выводя последнего ответственным за разрушение королевства датского героя. Упоминается Гаймаром и легендарный меч «Калибур» (Экскалибур), сведения о котором он, очевидно, заимствовал из сочинения Гальфрида, предшествовавшего появлению васовского «Романа о Бруте». В качестве примеров других сообщений Гаймара, основанных на устных преданиях, можно привести рассказы о Бьорне Букекарле и его жене, соблазнённой королём Нортумбрии Осбертом, или о любовной связи короля Эдгара Миролюбивого и Эльфтриты.
Смутно представляя себе историю и географию англосаксонских королевств времён гептархии (VI—IX вв.) и следуя, в основном, за «Англосаксонской хроникой», Гаймар не всегда правильно интерпретирует последнюю, делая грубые фактологические и хронологические ошибки, путая имена королей и даже безапелляционно утверждая, что умерший в 814 году Карл Великий правил, помимо прочего, Нортумбрией и Камберлендом. Достоверность его уникального сообщения о путешествии сыновей Эдмунда Железнобокого из Англии в Скандинавию, а оттуда в Венгрию через земли Руси, возможно, основанное на неком несохранившемся источнике, происходившим из Северной Англии, является давним предметом дискуссий среди исследователей, хотя сам по себе такой маршрут признаётся вполне возможным.
Оригинальным следует признать и излагаемый Гаймаром вариант истории легендарного Хереварда (1035—1072). Открыто сочувствуя лидеру саксонских повстанцев, он даёт не слишком лестную характеристику Вильгельму Завоевателю, упирая на отвагу и благородство англичан. Его рассказ о правлении Вильгельма II (1087—1100), которого он мог знать лично, имеет определённую ценность, но фактологически довольно неточен. Гаймар даёт интересное описание суда, состоявшегося в 1099 году в Новом зале Вестминстера на Троицын день, и, рассказывая о смерти короля, намекает, что Вальтер Тирел решился убить своего государя из-за хвастливых заявлений того о намерениях вторгнуться во Францию. Он красочно изображает неподдельное горе слуг короля при нечаянном обретении его тела, случайно найденного в лесу дровосеком.
Оценка Гаймаром личности Вильгельма II резко контрастирует с отзывами большинства хронистов, близких к церковным кругам, упиравших не только на гордыню, жестокость и расточительность покойного, а также присущий ему грех содомии, но и притеснения им многих прелатов, в первую очередь изгнанного в 1097 году из страны архиепископа Ансельма Кентерберийского. В «Истории англов» представлен совершенно другой образ Вильгельма II, воплощающий в себе идеал короля-рыцаря. Гаймар с восхищением описывает его проявленную в многочисленных походах воинскую доблесть и щедрость по отношению к своим вассалам, подводя его правлению следующий итог: «Этот благородный король весьма доблестно и славно правил своим королевством». Не вызывает сомнений, что эта апологетическая версия эта отражает более раннюю традицию, позднее практически вытесненную клерикальным историописанием.
Этические предпочтения Гаймара, невзирая на вероятную принадлежность его к духовному сословию, вообще отличаются от традиционных для церковной историографии. Поставив в заслугу научные занятия и начало составления «Англосаксонской хроники» королю Альфреду Великому (871—899), он первым отваживается на оценки исторических персонажей с позиций куртуазных и рыцарских идеалов, считая достойными внимания летописца не только войны, походы и церковные соборы, но и «любовь и ухаживания, охоту и веселье, пиры и великолепие» придворной жизни. Противопоставляя свой труд художественному вымыслу поэтов и жонглёров, он «скромно» уведомляет читателя, что его книга — «не вымысел, не сказки, это часть истинной истории».
Нестрогое к фактам и хронологии, не всегда объективное в оценках и суждениях, сочинение Гаймара доступно излагало английскую историю с выраженным нормандским уклоном, последовательно обосновывая правопреемственность правящей династии и представляя, по словам одного из его издателей Йана Шорта, «обширную панораму кельто-британских, англо-саксонской и англонормандской династий на Британских островах с Троянских времён до смерти Вильгельма Рыжего». Известное во второй половине XII века Ричарду Фиц-Найджелу и Уильяму Ньюбургскому, а в XIII столетии использованное анонимным составителем популярной рифмованной хроники «Брут», оно оказало немалое влияние на позднейшее английское историописание.

## Рукописи и издания
Известно всего четыре рукописи «Истории англов», датированных концом XIII—XIV вв., наиболее исправная из них находится в Британской библиотеке (MS Royal, 13 A. XXI, f. 113r-150r), а остальные хранятся в собрании Арундела библиотеки Геральдической палаты Англии (MS Arundel, 14, f. 93r-124v) и библиотеках кафедральных соборов Дарема (MS C. IV. 27, f. 94r-137r) и Линкольна (MS 104 A. 4. 12, f. 108v-157v).
Первое полное научное издание «Истории англов» Жеффрея Гаймара было выпущено в 1850 году в Лондоне писателем и антикварием Томасом Райтом для «Общества Кекстона». Комментированная академическая публикация «Истории англов», подготовленная историком и антикварием Томасом Дуффусом Харди, выпущена была в 1888—1889 годах в двух томах в академической Rolls Series, под редакцией историка-архивиста Чарльза Трайса Мартина, давшего в предисловии обстоятельный анализ всех сохранившихся его списков.
В 1960 году текст хроники, заново выверенный по всем известным манускриптам, опубликовал в Оксфорде Александр Белл, новейшее издание её в оригинале и в английском переводе, подготовленное под редакцией Йана Шорта, выпущено там же в 2009 году.
На русском языке издавались лишь отрывки, посвящённые пребыванию сыновей Эдмунда на Руси, перевод которых был выполнен канд. филол. наук научным сотрудником Института истории СССР АН СССР (ныне старший научный сотрудник Института всеобщей истории РАН) В. И. Матузовой.

## Публикации
- Жеффрей Гаймар. История англов. Фрагменты // Матузова В. И. Английские средневековые источники IX—XIII вв. Тексты. Перевод. Комментарий. — М.: Наука, 1979. — С. 36–39. — (Древнейшие источники по истории народов СССР).
- Жеффрей Гаймар. История англов // Древняя Русь в свете зарубежных источников. Хрестоматия / Сост., пер. и комм. А. В. Назаренко. — Т. IV. — М.: Русский Фонд содействия образованию и науке, 2010. — С. 195–196.
- The Anglo-Norman Metrical Chronicle of Geoffrey Gaimar, printed for the first time in entire from the Ms. in the British Museum. With illustrative notes and an appendix containing The Lay of Havelok, The Legend of Ernulf, and The Life of Herward, edited by Thomas Wright. — London: Black, 1850. — xv, 229, 108 p. — (Publications of The Caxton Society, 2).
- Lestorie des Engles solum la translacion maistre Geffrei Gaimar. Edited by Thomas Duffus Hardy and Charles Trice Martin. — Volumes 1—2. — London: Eyre and Spottiswoode, 1888—1889. — (Rerum Britannicarum Medii Ævi scriptores, or Rolls Series, 91).
- L'Estoire des Engleis by Geffrei Gaimar, éd. by Alexander Bell. — Oxford: Blackwell, 1960. — (Anglo-Norman Texts, 14–16).
- Geffrei Gaimar. Estoire des Engleis. History of the English. Edited and translated by Ian Short. — Oxford: Oxford University Press, 2009. — liii, 496 p. — ISBN 978-0-19-956942-7.